# Milton (New Hampshire)
Pour les articles homonymes, voir Milton.
Milton est une municipalité américaine située dans le comté de Strafford au New Hampshire. Selon le recensement de 2010, sa population est de 4 598 habitants.

## Géographie
Milton est située sur la rive ouest de la rivière Salmon Falls, qui sépare de le New Hampshire de l'État voisin du Maine.
La municipalité s'étend sur 34,34 milles carrés (88,94 km2), dont 1,23 milles carrés (3,19 km2) d'étendues d'eau. Elle inclut les census-designated places de Milton CDP (575 habitants) et Milton Mills (299 habitants).

## Histoire
Milton était autrefois la paroisse nord de Rochester, appelée Three Ponds ou Milton Mills. La localité devient une municipalité en 1802. Son nom vient peut-être de William Fitzwilliam, vicomte de Milton, et proche de la famille Wentworth (en).